# Rezolucja Rady Bezpieczeństwa ONZ nr 2654
Rezolucja Rady Bezpieczeństwa ONZ nr 2654 została przyjęta 27 października 2022 r.
Rada przedłużyła mandat Misji Narodów Zjednoczonych na rzecz Referendum w Saharze Zachodniej na kolejny rok, do dnia 31 października 2023 r.
Rezolucja przyjęta 13 głosami "za", przy wstrzymaniu się od głosu Rosji i Kenii.